# Czirsz-Chirlepy
Czirsz-Chirlepy (ros. Чирш-Хирлепы) – wieś (dieriewnia) w Rosji, w Czuwaszji, w rejonie wurnarskim. W 2010 liczyła 100 mieszkańców.